# Oberea nigrotibialis
Oberea nigrotibialis là một loài bọ cánh cứng trong họ Cerambycidae.